# ホージャ・アファーク

アパク（アファーク）・ホージャ廟。アファーク派一族の墓所

ホージャ・アファーク（Khoja Afaq、1626年頃 - 1694年）は、今の中国西北部新疆ウイグル自治区南部カシュガルの白山党ホージャ。「ホージャ・ヒダーヤット・アッラー（Khoja Hidayat Allah）」とも呼ばれた。

## 概要
アファークはナクシュバンディー教団の有名なスーフィーだったアフマド・カーサーニーの曾孫であり、尊敬されていた。
ヤルカンド・ハン国における権力争いにおいて、1670年に白山党が支持するヨルバルスが殺害され、黒山党が支持するイスマーイールがハン位に就任すると、アファークは国外に追放されることとなった。アファークの影響は新疆ウイグル自治区外にも広く及んでおり、1671年から1672年にかけて、父親のムハンマド・ユースフが以前に説教したこともある甘粛省（当時は青海省の一部を含む）で説教を行った。その行程で、アファークは西寧（今の青海省）、臨洮県、河州（今の臨夏回族自治州）を訪れ、そこで何人かの回族と多くのサラール族をナクシュバンディー教団に改派させたと言われている。